# Volver a creer
Volver a creer es el primer disco del proyecto en solitario de Patricia Tapia, excantante de Nexx y actualmente segunda voz de Mägo de Oz, llamado Patricia Tapia KHY. Fue lanzado al mercado el día 11 de mayo de 2010.

## Descripción
El estilo musical de este disco se acerca al hard rock, con toques melódicos, sonidos electrónicos y algún retazo de Pop Rock, que se hace patente en algunas canciones del disco. A diferencia de su proyecto anterior, Nexx, las letras de las canciones de este disco son íntegramente en español. Cuenta con la colaboración de Tony Menguiano en los coros de alguna canción y de Mohamed en la canción En silencio.
La mayoría de las letras están compuestas por la propia Patricia Tapia, excepto las canciones Al otro lado del papel, Nada sin tu piel, Hoy como ayer y Aquel callejón que están compuestas por Patricia Tapia y Mónica Tapia.

## Lista de canciones
| N.º | Título                                                                                             | Duración |  |
| 1.  | «Mil momentos»                                                                                     | 4:39     |  |
| 2.  | «En mi locura»                                                                                     | 3:05     |  |
| 3.  | «Al otro lado del papel»                                                                           | 4:00     |  |
| 4.  | «Nada sin tu piel»                                                                                 | 3:37     |  |
| 5.  | «En mi memoria»                                                                                    | 3:51     |  |
| 6.  | «Nunca más»                                                                                        | 3:47     |  |
| 7.  | «Hoy como ayer»                                                                                    | 3:46     |  |
| 8.  | «Dime»                                                                                             | 2:59     |  |
| 9.  | «Ni un paso atrás»                                                                                 | 3:00     |  |
| 10. | «Aquel callejón»                                                                                   | 4:01     |  |
| 11. | «Promesas olvidadas»                                                                               | 3:50     |  |
| 12. | «En silencio» (con la colaboración de Jorge Salán a la guitarra y Mohamed de Mägo de Oz al violín) | 4:12     |  |
| 13. | «Perder el control» (exclusiva bajo descarga desde iTunes)                                         | 3:33     |  |

## Promoción
El día 2 de noviembre de 2009, KHY abrió su cuenta de MySpace oficial en la cual colgaron una canción como adelanto de lo que vendría a ser el grupo, la canción Promesas olvidadas. Posteriormente, se subieron varios vídeos de los ensayos que había hecho la banda en la sala Ritmo y Compás de Madrid, versionando las canciones Moonlight shadow de Mike Oldfield y Umbrella de Rihanna.
Poco tiempo después, se colgaron más adelantos con las canciones Nunca más y Perder el control, canción que inicialmente se dijo que era una canción que habían eliminado del disco pero que al final se pudo adquirir como bonustrack en iTunes. En febrero de 2010 se colgó en su canal de YouTube el videoclip de la primera canción que mostraron, Promesas olvidadas, y cuatro días después de la salida del disco a la venta se publicó también el videoclip de la canción que fue el sencillo real del disco, En mi locura.

## Integrantes
- Jaime de la Aldea: guitarra solista y rítmica
- Óscar Pérez: batería
- Mónica Tapia: guitarra rítmica y coros
- Daniel Fraile: bajo
- Juan Guadaño: teclados y coros
- Patricia Tapia: voz y coros

## Colaboraciones
- Carlos Prieto Mohamed, violinista de Mägo de Oz, en la canción En silencio.
- Tony Menguiano: coros
- Jorge Salán, guitarra, en la canción En silencio.